# Osteoglossidae
Osteoglossidae är en familj av fiskar som ingår i ordningen bentungeartade fiskar (Osteoglossiformes) Enligt Catalogue of Life omfattar familjen Osteoglossidae 8 arter. De svenska trivialnamnen bentungor och arowanafiskar förekommer för familjen.
Fiskarna inom familjen Osteoglossidae har stora, hårda fjäll och benplåtar på huvudet. Osteoglossum förekommer i norra Sydamerika och Scleropages förekommer i Indonesiska arkipelagen och norra Australien. Huvudet kännetecknas av en stor mun och av skäggtöm vid underkäken. Bukfenorna ligger längre bak på kroppen än bröstfenorna. Några familjemedlemmar har ett organ som liknar labyrintfiskarnas labyrintorgan och de kan uppta syre från luften. Familjens medlemmar är oftast allätare eller de har endast smådjur som föda. Honan lägger 10 till 18 mm stora ägg som göms i munnen tills de kläcks. Honor saknar den vänstra äggstocken.
Släkten enligt Catalogue of Life:
- Osteoglossum
- Scleropages

Tidigare listades alla arter som numera ingår i familjen Arapaimidae till Osteoglossidae och därför förekommer ordet "bentunga" även i deras svenska namn.